# Petäjäsaari (ö i Finland, Lappland, Östra Lappland, lat 66,18, long 28,73)
Petäjäsaari är en ö i Finland. Den ligger i sjön Yli-Kitka och i kommunen Posio i den ekonomiska regionen  Östra Lapplands ekonomiska region  och landskapet Lappland, i den nordöstra delen av landet, 700 km norr om huvudstaden Helsingfors. Öns area är 22,8 hektar och dess största längd är 1,1 kilometer i sydöst-nordvästlig riktning.